# Metamatematica
La metamatematica può definirsi come la parte della filosofia della matematica che si propone di studiare la matematica da punti di vista generali. Essa venne differenziata dal resto della matematica verso la fine del XIX secolo nell'ambito delle discussioni che riguardavano quello che allora veniva chiamato problema dei fondamenti della matematica.

## Descrizione
Tra le sue branche più importanti si pongono la teoria della dimostrazione e la teoria dei modelli. Il significato che le attribuiva originariamente David Hilbert si avvicina a quello della attuale teoria della dimostrazione (vedi programma di Hilbert).
Le due suddette branche ora spesso sono considerate parti della logica matematica, termine che (secondo Googlefight) ora viene molto più ampiamente usato di quello di metamatematica; mentre taluni considerano metamatematica un termine obsoleto, esso viene ancora usato dalla Library of Congress per categorizzare libri come Metamathematics of Fuzzy Logic (2002) e  Gödel, Escher, Bach: un'eterna ghirlanda brillante.
Molti temi riguardanti i fondamenti della matematica (senza necessariamente riferirsi a qualche determinato "problema") e la filosofia della matematica toccano o utilizzano idee della metamatematica. La premessa programmatica della metamatematica è che il contenuto matematico possa essere vantaggiosamente espresso mediante un sistema formale.
Con atteggiamento contrapposto il quasi empirismo in matematica, la scienza cognitiva della matematica e gli studi etnoculturali della matematica (che concentrano l'attenzione sul metodo scientifico, i metodi quasi empirici o altri metodi empirici utilizzati per studiare la matematica e la pratica della matematica dai quali queste idee diventano accettate), si propongono come modalità non matematiche per studiare la matematica.
Per un esempio dei tipi di contraddizioni nelle quali si incorre facilmente se non si distingue fra matematica e metamatematica, si veda paradosso di Richard.